# Tour de Alberta
El Tour de Alberta es una competición de ciclismo en ruta por etapas que se disputa en la provincia canadiense de Alberta.
La primera edición de esta carrera se llevó a cabo a principios de septiembre de 2013 y estuvo incluida en el calendario ciclístico internacional americano, dentro de la categoría 2.1.
Se desarrolló sobre un prólogo y cinco etapas comenzando en la capital Edmonton y finalizando en Calgary.

## Palmarés
| Año  | Ganador         | Segundo          | Tercero        |
| ---- | --------------- | ---------------- | -------------- |
| 2013 | Rohan Dennis    | Brent Bookwalter | Damiano Caruso |
| 2014 | Daryl Impey     | Tom Dumoulin     | Ruben Zepuntke |
| 2015 | Bauke Mollema   | Adam Yates       | Tom Slagter    |
| 2016 | Robin Carpenter | Bauke Mollema    | Evan Huffman   |
| 2017 | Evan Huffman    | Sepp Kuss        | Alex Howes     |

## Palmarés por países
| País           | Victorias |
| -------------- | --------- |
| Estados Unidos | 2         |
| Australia      | 1         |
| Sudáfrica      | 1         |
| Países Bajos   | 1         |